# Atrio di San Maclovio
L'Atrio di San Maclovio, o Corte di San Maclovio, in francese Aître Saint-Maclou è un antico cimitero-ossario dove venivano sepolti gli appestati. Sorge nelle vicinanze della Chiesa di San Maclovio, nella città francese di Rouen.
Costruito nel XVI secolo, costituisce uno dei più rari esempi di ossari di questo genere sussistenti in Europa, e un bell'esempio di architettura a graticcio.
È Monumento storico di Francia dal 1862.

## Storia

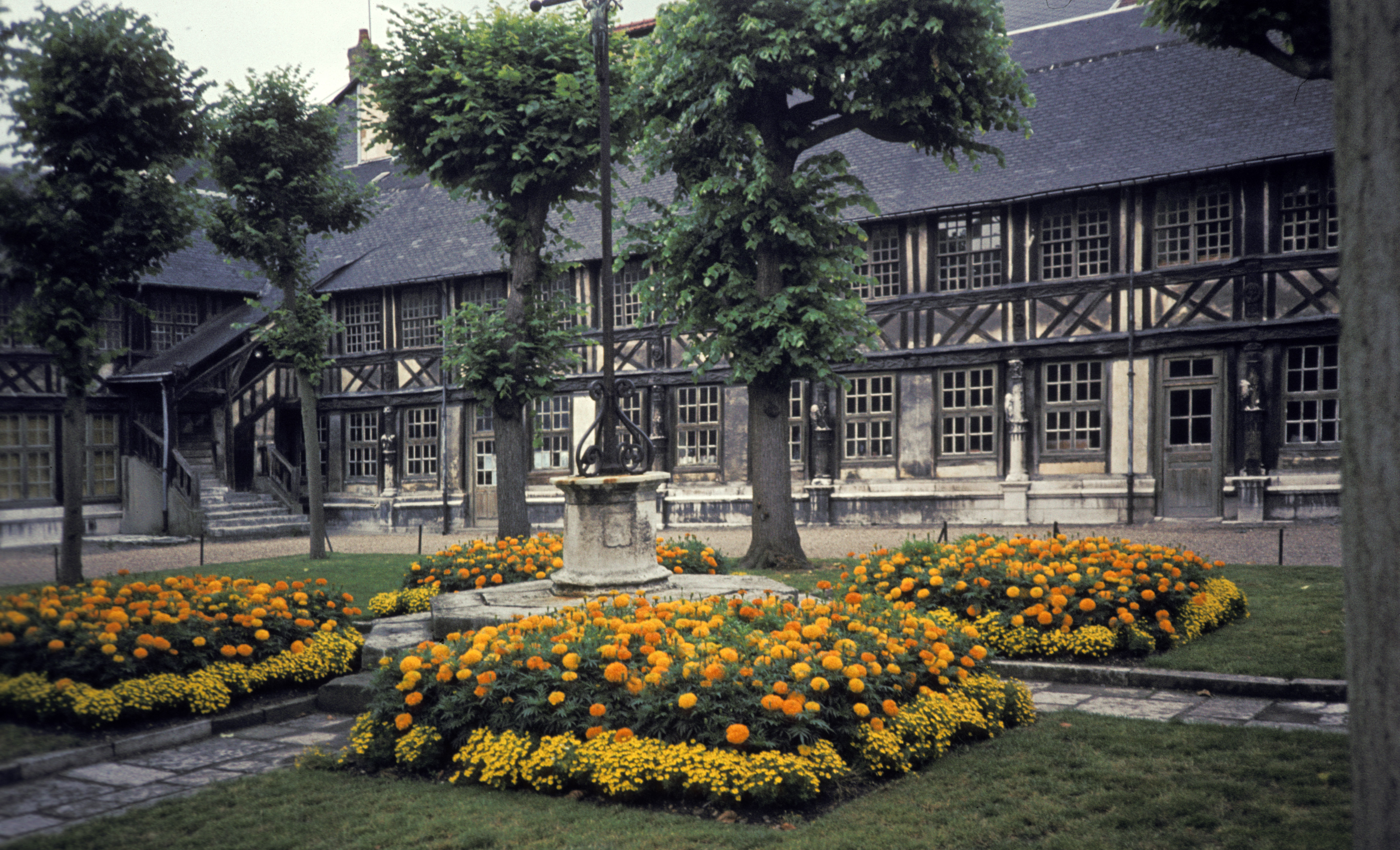
La corte centrale

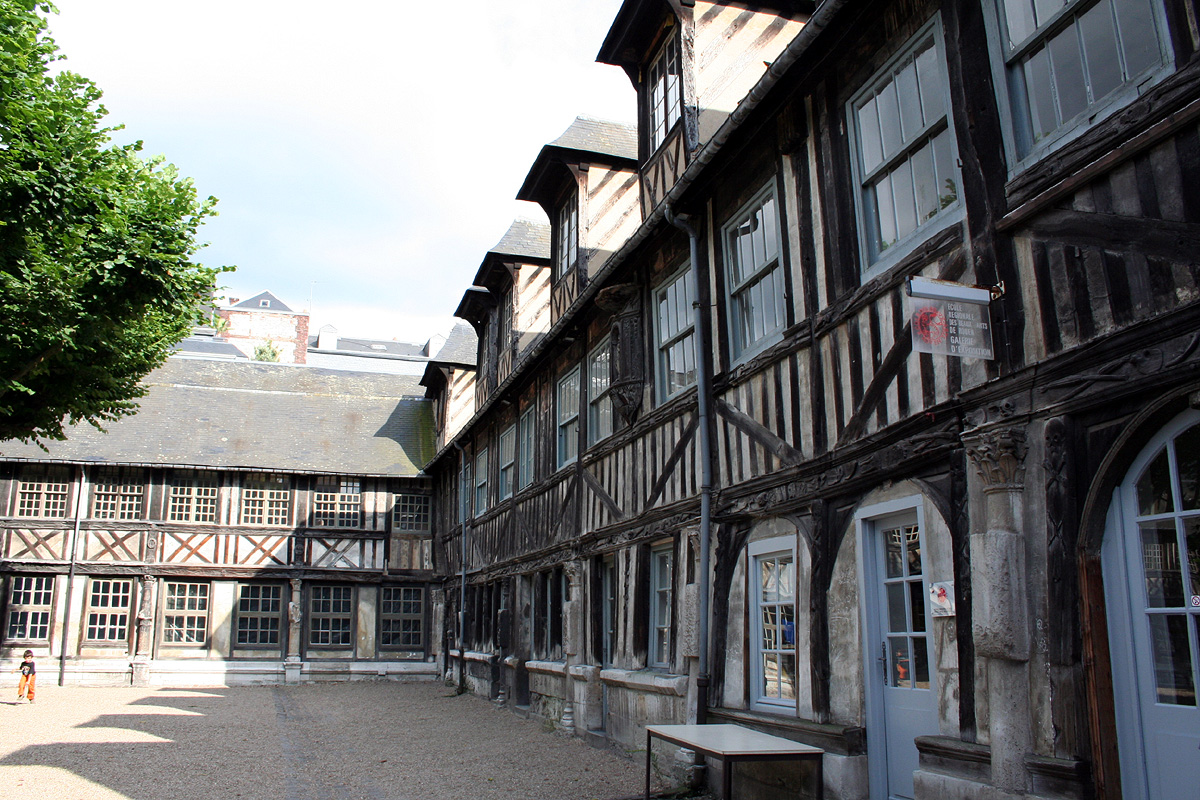
Veduta delle gallerie

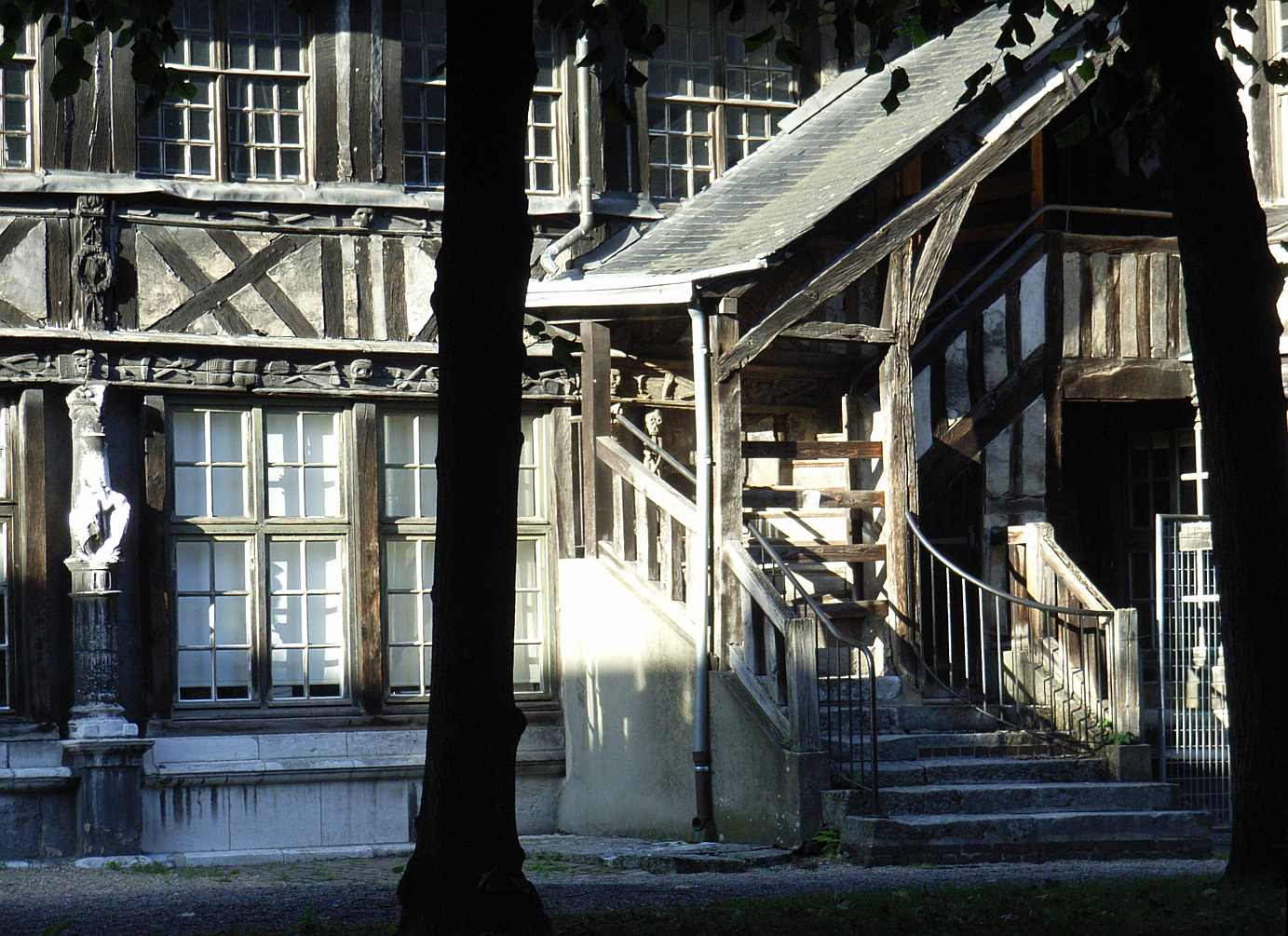
Particolare

L'Atrio di Rouen deriva il suo nome dalla parola Aitre, che dal Francese antico designava un cimitero, a sua volta derivato dal latino Atrium, che definiva il cortile d'entrata posto di fronte all'ingresso delle ville romane. Rielaborato, il termine venne interpretato col tempo come il cortile situato davanti all'entrata di una chiesa dove in seguito si iniziò a seppellire i defunti, quindi cimitero.
Il cimitero di San Maclovio risale alla peste nera del 1348. In seguito a una nuova grande epidemia nel XVI secolo divenne necessario aumentarne la capacità, e così la parrocchia decise la costruzione di gallerie destinate come ossario.
La costruzione del complesso inizia nel 1526 per il lato occidentale, e ne dirige i lavori l'architetto Guillaume Rybert. Nel 1529 viene completata l'ala nord e nel 1533 anche quella orientale. La galleria meridionale venne eretta solo a partire dal 1651 per volere di padre Robert Duchesne, per impiantarvi una scuola per i giovani poveri della parrocchia, tuttavia il cimitero continuò sempre a essere in uso. Nel 1658 venne eretta la piccola Cappella di San Michele da Pierre Daust.
Nel 1705 la Scuola di Carità viene affidata ai Fratelli delle scuole cristiane, istituto fondato in città da San Giovanni Battista de La Salle, e installata nelle gallerie comprese fra le cappelle dei "Trapassati" e di "San Michele", che vengono trasformate fra il 1745 e il 1749 per accogliervi le classi. Nel 1758 l'ossario viene in parte colpito da un incendio e restaurato. 
Il Parlamento di Normandia ordina nel 1779 la soppressione dei luoghi di sepoltura urbani, in seguito a un proclama reale. Così il cimitero di San Maclovio viene chiuso nel 1781.
Nel 1907 viene chiusa anche la Scuola dei Fratelli, rimpiazzata nel 1911 da un collegio per giovani fanciulle. Nel 1927 il Comune di Rouen acquista gli edifici progettando di collocarvi il Museo d'Arte Normanna che occupava la Chiesa di San Lorenzo, ma tuttavia, dopo i restauri, vi fu installata, nel 1940, la Scuola di Belle Arti, ancora oggi presente.

## Architettura
L'ossario si compone di quattro gallerie disposte intorno a una corte rettangolare centrale larga 32 metri e lunga 48.
Le prime tre gallerie sono realizzate a graticcio su di un basamento in pietra a colonne dai fusti scolpiti con decori rinascimentali rappresentanti una Danza macabra. La galleria meridionale, del XVII secolo, è sprovvista di zoccolo e di sculture. Tutte le gallerie sono chiuse da graticci riecheggianti la croce di Sant'Andrea, aperte da grandi finestre e sormontati da un alto tetto. Le travi a vista dei graticci sono decorate da fregi a motivi macabri, strumenti liturgici e funerari.